# Arnulf Rainer
Arnulf Rainer (ur. 8 grudnia 1929 w Baden) – austriacki artysta, znany przedstawiciel sztuki informel.
Po początkowym zaangażowaniu się w ruch surrealistów, Rainer poszedł w kierunku taszyzmu i informelu. Od początku lat 50. przemalowuje własne i cudze obrazy, a także fotografie. Szczególnie rozpoznawane są przemalowania fotograficznych autoportretów, określane jako "Face Farces". Pierwsze przemalowania cudzych obrazów rozpoczął z powodu braku materiałów. W latach 1958–63 artyści tacy jak Sam Francis, Georges Mathieu, Emilio Vedova, Victor Vasarely udostępniali Rainerowi swoje prace do zamalowania. Od połowy lat 70. oddał się malarstwu silnie związanym z gestem, malował stopami i rękoma. W tym samym czasie powstawała seria "Sztuki o sztuce" inspirowana innymi artystami. Cykl "Hiroshima", seria rysunków i fotografii zniszczonego miasta, została pokazana w siedemnastu europejskich miastach. W późniejszej twórczości Rainer intensywnie zajął się fotografią. Najpierw, aby sporządzać podobrazia do swoich przemalowań, następnie jednak pozostawały one nie przemalowane i funkcjonują jako autonomiczne prace.

## Życiorys
Rainer w latach 1940–1944 uczęszczał do Narodowo-Politycznych Zakładów Wychowawczych (Nationalpolitische Erziehungsanstalten) w Traiskirchen. Opuścił szkołę, ponieważ zmuszany był do rysunku akademickiego (wyłącznie odtwarzającego z natury).
W roku 1947 spotkał się po raz pierwszy ze sztuką współczesną na wystawie organizowanej przez konsulat brytyjski w Klagenfurcie (Paul Nash, Francis Bacon, Stanley Spencer, Henry Moore). Na życzenie rodziców, w latach 1947-49 uczęszczał do Państwowej Wyższej Szkoły Zawodowej w Villach. Następnie został przyjęty przez Wiedeńską Akademię Sztuki Użytkowej, którą jednak już po pierwszym dniu opuścił, ze względu na brak porozumienia z asystentem w jednej z pracowni. Złożył aplikacje na Akademię Sztuk Pięknych w Wiedniu, jednak po trzech dniach od zdanego egzaminu opuścił i tą placówkę, ponieważ jego prace zostały uznane za zwyrodniałe.
W 1950 utworzył wraz z Wolfgangiem Hollegha, Markusem Prachenskim, Ernstem Fuchsem, Antonem Lemhden i Josefem Miklem, grupę artystyczną znaną jako Hundsgruppe (psia grupa), której wystawa odbyła się po raz pierwszy i ostatni w pomieszczeniach Wiedeńskiego Stowarzyszenia Sztuki i Nauki. W roku 1951 razem z Marią Lassnig i André Bretonem odwiedził Paryż. Rok później prace Rainera ukazały się w galerii Kleinmayr w Klagenfurcie oraz podczas jego wystawy indywidualnej w galerii Franck we Frankfurcie nad Menem, która dziś uznawana jest jako jedna z pierwszych manifestacji sztuki Informel w Europie. W katalogu wystawy zamieszczono teksty-manifesty Rainera „Malerei um die Malerei zu verlassen“ i „Das Eine gegen das Andere”.
W 1953 poznał w Wiedniu katolickiego księdza i kolekcjonera sztuki Otto Mauera, który w następnym roku założył ośrodek artystyczny 'Galerie Nächst St. Stephan' wspomagający sztukę austriackiej awangardy. Wolfgang Hollegha, Markus Prachensky, Josef Mikl i Arnulf Rainer w 1956 roku założyli grupę artystów-malarzy "Galerie St. Stephan" pod przewodnictwem Otto Mauera.
W latach 1953–1959 Rainer żył i pracował w opuszczonej, pozbawionej mebli willi jego rodziców w Gainfarn przy Bad Voslau, 25 kilometrów na południe od Wiednia. Tam rozpoczął serię prac zwanych 'redukcjami', które stanowiły pierwszą fazę jego słynnych Ubermalungen (przemalowań). We wrześniu 1959 założył razem z Ernstem Fuchsem oraz Friedrichem Hundertwasser, tak zwane "Pinatorium" jako "Krematorium do Spopielenia Akademii".
Od roku 1963 Rainer pracował w Berlinie (Zachodnim), w Monachium i Kolonii. W 1966 uzyskał nagrodę rządu austriackiego dla grafików. W 1967 przeprowadził się do dużej pracowni przy ulicy Mariahilfer w Wiedniu. Rok później w wiedeńskim Muzeum XX Wieku (obecnie mumok) odbyła się jego pierwsza retrospektywa.

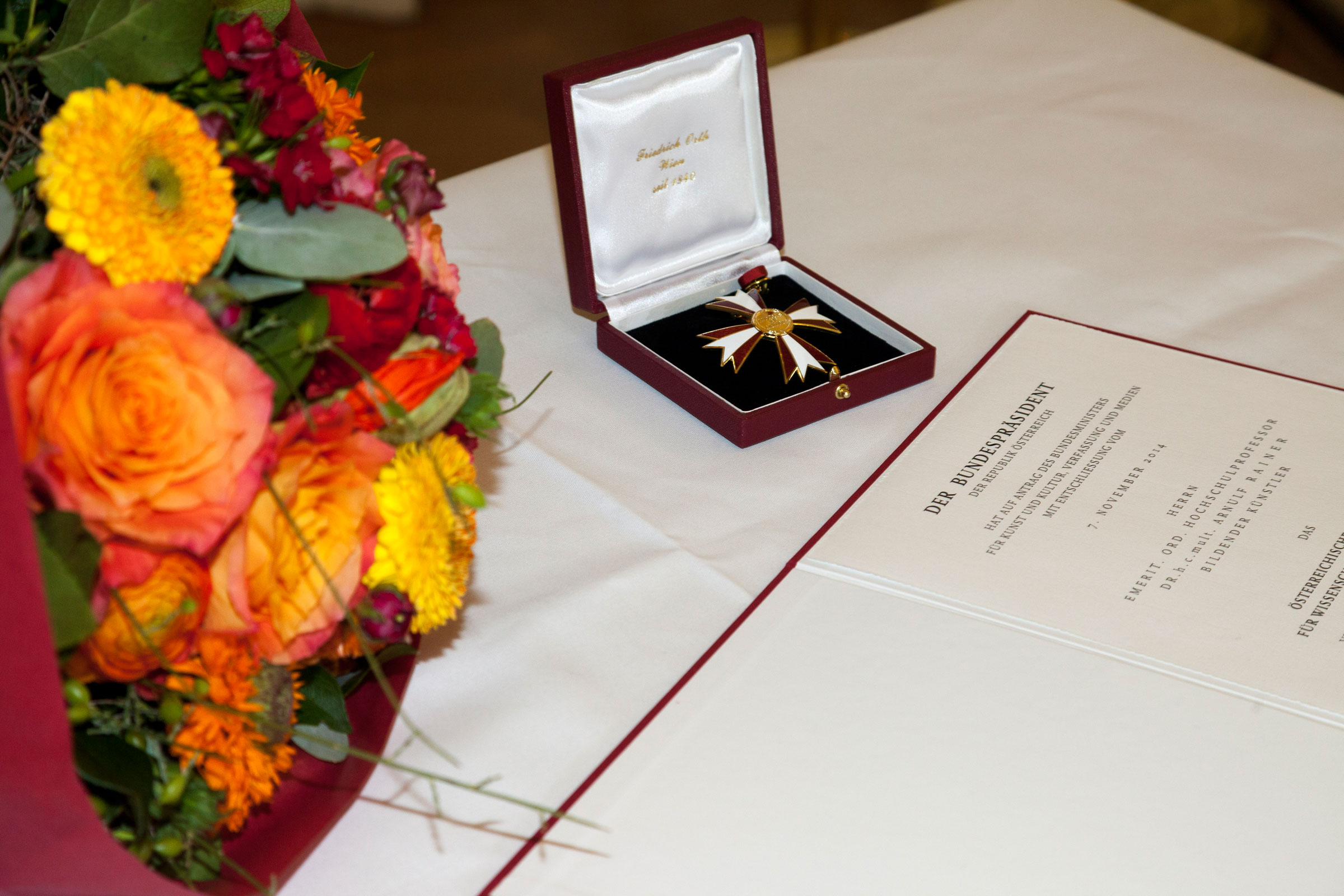
odznaczenie

W 1974 zamierzano wręczyć Rainerowi artystyczną nagrodę miasta Wiedeń, jednak pojawił się na ceremonii wręczenia nagród w związku z czym ostatecznie nie przyznano mu jej. W 1977 brał udział podczas festiwalu Documenta 6, rok później reprezentował Austrię na Biennale Weneckim. W roku 1981 otrzymał stopień profesora na wiedeńskiej Akademii Sztuk Pięknych i został wykładowcą Akademii Sztuk w Berlinie. W 1995 na własne życzenie przeszedł na emeryturę po tym, jak obcy wdarli się do jego pracowni, aby zniszczyć jego obrazy. 7 listopada 2014 odznaczony Odznaką Honorową za Naukę i Sztukę I klasy.